# ادگار نگرت
ادگار نگرت (به انگلیسی: Édgar Negret; ۱۱ اکتبر ۱۹۲۰ – ۱۱ اکتبر ۲۰۱۲) یک مجسمه‌ساز مدرن انتزاعی آمریکای لاتین اهل کلمبیا بود.

## زندگی
نگرت در پوپایان کلمبیا متولد شد. او در مدرسه هنرهای زیبا در کالی، کلمبیا به تحصیل مشغول شد.
در ابتدا با سنگ کار می‌کرد و سبک او یادآور مجسمه‌سازان اروپایی مدرنیست مانند ژان آرپ و کنستانتین برانکوشی بود. از اوایل دهه ۱۹۵۰ او شروع به کار با فلز در سنت کنستراکتیویسم کرد.

## جوایز و بزرگداشت
در سال ۱۹۵۵ موزه هنر مدرن در نیوبورک آثاری از او را بدست آورد.
در سال ۱۹۶۳ او برنده جایزه «سالن هنرمندان کلمبیا» شد و به یکی از برجسته‌ترین مجسمه‌سازان کلمبیا در قرن بیستم تبدیل گردید. در سال ۱۹۶۸ در سی و چهارمین دوسالانه ونیز «جایزه مجسمه‌سازی دیوید ئی برایت» به او اهدا شد.
در سال ۱۹۸۵ موزه نگرت افتتاح گردید.
در سال ۲۰۱۰ «درجه رسمی» را از کنگره کلمبیا دریافت داشت.
در ۱۱ اکتبر ۲۰۱۶ موتور جستجوی گوگل به مناسبت ۹۶مین سالروز تولد ادگار نگرت و به افتخار او گوگل دودل صفحه اصلی خود را در کلمبیا تغییر داد.

## درگذشت
نگرت در نود و دومین سالروز تولدش در بوگوتا، کلمبیا درگذشت.